# Zay Nuba
Zay Nuba (Madrid; 26 de novembre de 1975) és una actriu espanyola.

## Biografia
Zay va néixer en Madrid, Espanya. La seva mare, espanyola, funcionària de l'ambaixada d'Egipte, havia conegut allí al pare de Zay, destinat pel país egipci a la mateixa ambaixada.
Després d'acabar secundària, va marxar als Estats Units per a aprendre anglès. Es va llicenciar en la Universitat de Madrid en Filologia àrab. La seva oportunitat de debutar al cinema li va arribar als 26 anys de la mà de Enrique Urbizu en la pel·lícula La vida mancha, en 2003, amb la que va guanyar el Premi Turia a la millor actriu novell. Posteriorment ha participat en papers petits en pel·lícules poc conegudes com a Recoletos, arriba y abajo (2012) i La fotógrafa (2013) fins que el 2019 va participar en la sèrie de televisió Cuéntame cómo pasó.